# قرار مجلس الأمن التابع للأمم المتحدة رقم 1534
قرار مجلس الأمن التابع للأمم المتحدة 1534، المتخذ بالإجماع في 26 آذار / مارس 2004، بعد الإشارة إلى القرارات 827 (1993)، 955 (1994)، 978 (1995)، 1165 (1998)، 1166 (1998)، 1329 (2000)، 1411 (2002)، 1431 (2002) و1481 (2003)، دعا المجلس المحكمة الجنائية الدولية ليوغوسلافيا السابقة (ICTY) والمحكمة الجنائية الدولية لرواندا (ICTR) لإكمال جميع أنشطة المحاكمات بحلول نهاية عام 2008.

## القرار

### أعمال
بموجب الفصل السابع من ميثاق الأمم المتحدة، دعا المجلس جميع الدول، ولا سيما البوسنة والهرسك وكرواتيا وصربيا والجبل الأسود وجمهورية صربسكا داخل البوسنة والهرسك إلى التعاون مع المحكمة الجنائية الدولية ليوغوسلافيا السابقة فيما يتعلق برادوفان كاراديتش، وراتكو ملاديتش، وأنتي جوتوفينا. وفي الوقت نفسه، طُلب من جمهورية الكونغو الديمقراطية وكينيا ورواندا وجمهورية الكونغو ، التعاون مع المحكمة الجنائية الدولية لرواندا فيما يتعلق بفيليسيان كابوغا والجيش الوطني الرواندي. وشدد المجلس على أهمية تنفيذ استراتيجيات الإنجاز، وطلب من المدعين العامين مراجعة عدد قضاياهم وتحديد القضايا التي يجب المضي فيها والقضايا التي يجب إحالتها إلى السلطات القضائية الوطنية، مع إعطاء الأولوية لمحاكمات كبار القادة. وقد طُلب من المحكمتين تقديم تقرير كل ستة أشهر عن التقدم المحرز في تنفيذ استراتيجيات الإنجاز.
وأشاد القرار بالبلدان التي أبرمت اتفاقات لإنفاذ الأحكام الصادرة على الأشخاص الذين أدانتهم المحكمة الجنائية الدولية لرواندا والمحكمة الجنائية الدولية ليوغوسلافيا السابقة، وشجع الآخرين على القيام بذلك. ولاحظت أن تعزيز النظم القضائية الوطنية أمر حاسم لتنفيذ استراتيجيات الإنجاز. وأخيراً، رحب المجلس بالجهود المبذولة لإنشاء دائرة جرائم الحرب في سراييفو بالبوسنة والهرسك ولضمان نجاح المحاكمات المحلية في البلد.

## روابط خارجية
- نص القرار في undocs.org